# Noron-la-Poterie
Noron-la-Poterie é uma comuna francesa na região administrativa da Normandia, no departamento Calvados. Estende-se por uma área de 3,02 km². Em 2010 a comuna tinha 387 habitantes (densidade: 128,1 hab./km²).